# چانگ ای ۵
چانگ ای ۵ (چینی: 嫦娥 五号؛ پینیین: Cháng'é wǔhào) و (به انگلیسی: Chang'e 5) یک مأموریت رباتیک اکتشاف ماه چین است که متشکل از یک ماژول خدمات، یک سطح‌نشین، صعود کننده و یک وسیله بازآوری نمونه است. این برنامه برای پرتاب در ۲۴ نوامبر ۲۰۲۰ برنامه‌ریزی شده‌بود تا در ۲۷ نوامبر بر روی ماه فرود آید و حدود ۱۶ تا ۱۷ دسامبر به زمین بازگردد. چانگ ای ۵ نخستین مأموریت بازگرداندن نمونه چین است که هدف آن بازگرداندن دست کم ۲ کیلوگرم (۴٫۴ پوند) خاک ماه و نمونه سنگ به زمین است. این سفینه مانند سفینه‌های پیشین به مقصد ماه به نام الهه ی ماه چینی، چانگ ای نامگذاری شده‌است.
این نخستین مأموریت بازگشت نمونه از ماه از زمان لونا ۲۴ در سال ۱۹۷۶ بود که با موفقیت آن - چین را به سومین کشور پس از ایالات متحده و اتحاد جماهیر شوروی سوسیالیستی تبدیل می‌کند که نمونه‌هایی از ماه را بازآورده‌اند. چانگ ای ۵ از مرکز راه‌اندازی فضایی ون‌چانگ در هاینان راه‌اندازی شد.
در ۱۶ دسامبر ۲۰۲۰ حدود ساعت ۱۸:۰۰ (UTC)، کپسول برگشتی تقریباً ۳۰۰ کیلوگرمی با ورود پرش بالیستیک، پیش از ورود مجدد به جو زمین، از جو دریای عرب عبور کرد. این کپسول حاوی حدود ۲ کیلوگرم از خاک کرهٔ ماه است که با مته حفاری و برداشت شده، در زمین‌های چمنزار بنر سیزیوانگ در منطقهٔ اولانکاب در جنوب مرکزی مغولستان داخلی فرود آمد. اندکی پس از ورود تیم بازیابی کپسول را پیدا کردند.

## بررسی اجمالی
برنامه اکتشاف ماه چین به گونه‌ای طراحی شده‌است که در چهار مرحله پیشرفت افزایشی تکنولوژیکی انجام شود: مرحلهٔ اول رسیدن به مدار ماه بود؛ وظیفه‌ای که توسط چانگ ای ۱ در ۲۰۰۷ و چانگ ای ۲ در ۲۰۱۰ انجام شد. دومین مرحلهٔ «فرود و گشت و گذار در ماه»؛ همان‌گونه که چانگ ای ۳ در سال ۲۰۱۳ و چانگ ای ۴ که در سال ۲۰۱۹ (در دسامبر ۲۰۱۸ به فضا پرتاب شد، و در ژانویه ۲۰۱۹ در آن سوی ماه فرود آمد)، بود. مرحلهٔ سوم جمع‌آوری نمونه‌های ماه از طرف نزدیک ماه و ارسال آن‌ها به زمین است که وظیفه ماموریت‌های چانگ ای ۵ و چانگ ای ۶ است. مرحلهٔ چهارم شامل توسعهٔ یک ایستگاه تحقیقاتی رباتیک در نزدیکی قطب جنوب ماه است.این برنامه با هدف تسهیل فرود ماه ماه خدمه در دهه ۲۰۳۰ و احداث ایستگاه فرعی در نزدیکی قطب جنوب ماه انجام می‌شود.

## مأموریت

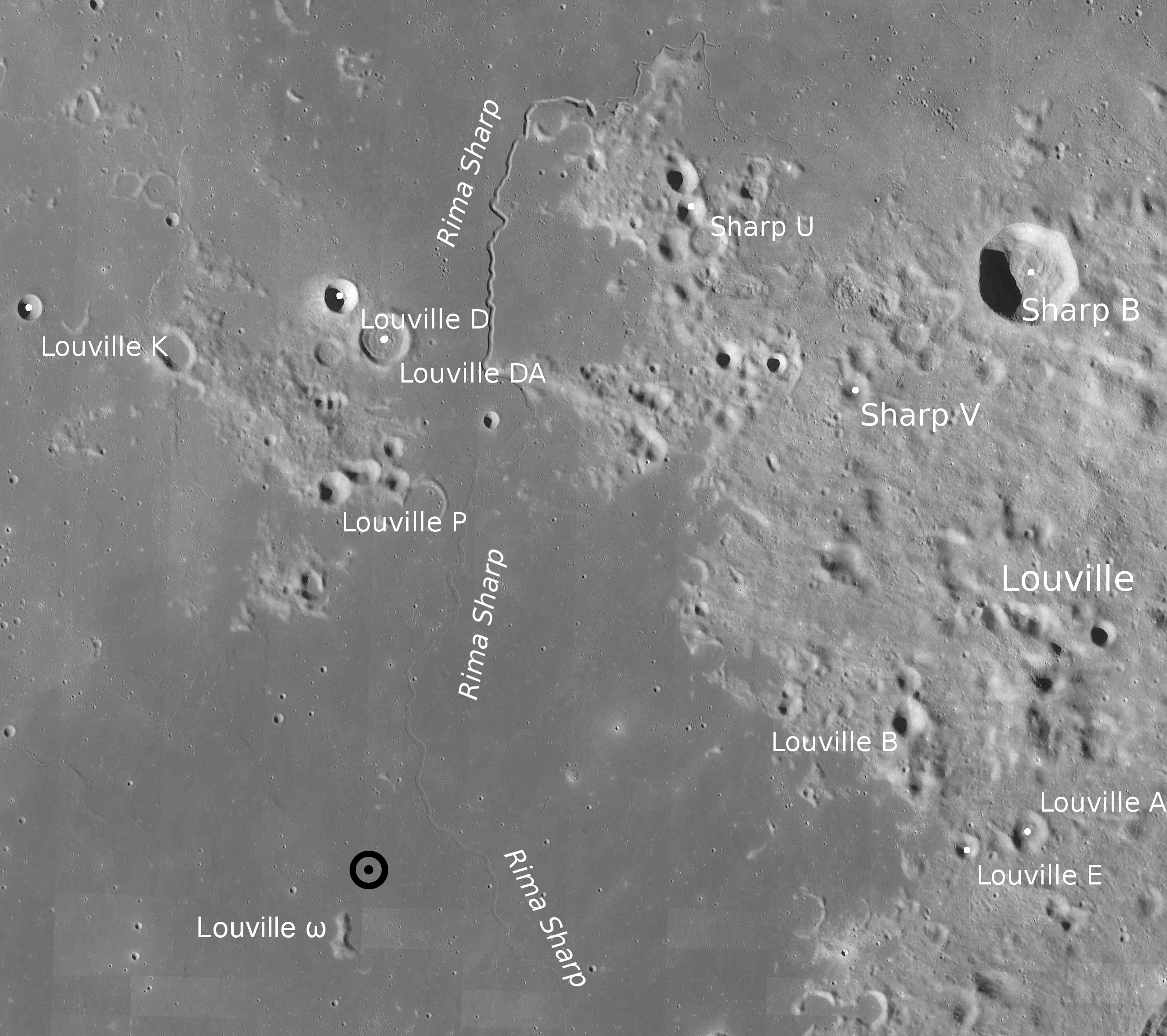
محل نشست چانگ ای ۵

برپایهٔ برنامهٔ پیش‌بینی شده چانگ ای ۵ توسط موشک چانگ ژنگ در یک مکان برنامه‌ریزی شده برای فرود در منطقهٔ رومکر «Rümker» ماه در دشت اقیانوس طوفان‌ها، واقع در شمال غربی سمت نزدیک ماه، پرتاب شد. این منطقه شامل واحدهای زمین‌شناسی در حدود ۱٫۲۱ میلیارد سال قدمت است، در مقایسه با نمونه‌های آپولو که بین ۳٫۱ تا ۴٫۴ میلیارد سال قدمت داشتند. این مکان یک تپهٔ بزرگ آتشفشانی مرتفع به قطر ۷۰ کیلومتر (۴۳ مایل) است که دارای یک نشان طیف‌سنجی قوی از مادهٔ بازالتی ماه است.

## همکاری بین‌المللی
آژانس فضایی اروپا مأموریت رباتیک چانگ ای ۵ را از طریق پایگاه فضایی گویان که در منطقهٔ گویان فرانسه قرار دارد پشتیبانی می‌کند.